# ياكوب فيرفاكوفسكي
ياكوب فيرفاكوفسكي (بالبولندية: Jakub Wierzchowski) (15 أبريل 1977 بلوبلين في بولندا - ) هو لاعب كرة قدم بولندي في مركز حراسة المرمى. شارك مع منتخب بولندا لكرة القدم. أما مع النوادي، فقد لعب مع رتش شوروزو وغورنيك وانشنا وفيردر بريمن وفيسوا كراكوف وزاغليبي سوسنويتش وفيسلا بوك ‏ وKS Lublinianka ‏ وPolonia Bytom ‏.

## روابط خارجية
- ياكوب فيرفاكوفسكي على موقع قاعدة بيانات كرة القدم.إي يو (الإنجليزية)
- ياكوب فيرفاكوفسكي على موقع ناشيونال فوتبول تيمز (الإنجليزية)